# Matthew Stokoe
Matthew Stokoe,  né en 1963 en Angleterre, est un écrivain et scénariste britannique, auteur de roman policier.

## Biographie
Il naît en Angleterre en 1963 et émigre en Australie avec sa famille durant sa jeunesse. Il grandit à Sydney et retourne étudier à Londres où il est diplômé en économie à l’Université de Londres-Est. Il a vécu en Australie, en Angleterre, en Nouvelle-Zélande et aux États-Unis. 
Il est l’auteur de quatre romans dont trois ont été traduits en France au sein de la collection Série noire par l’auteur Antoine Chainas.

## Œuvre

### Romans
- Cows (1998)
- High Life (2002) Publié en français sous le titre La Belle Vie, traduit par Antoine Chainas, Paris, Gallimard, Série noire, 2012 (ISBN 978-2-07-013110-5) ; réédition, Paris, Gallimard, Folio Policier no 714, 2014 (ISBN 978-2-07-045619-2)
- Empty Mile (2010) Publié en français sous le titre Empty Mile, traduit par Antoine Chainas, Paris, Gallimard, Série noire, 2014 (ISBN 978-2-07-013880-7)
- Colony of Whores (2013) Publié en français sous le titre Sauvagerie, traduit par Antoine Chainas, Paris, Gallimard, Série noire, 2015 (ISBN 978-2-07-014554-6)

## Filmographie

### Comme scénariste
- Rock de Brian Challis (court métrage)
- Dog de Paul Kwiatkowski (court métrage)